# Chilodes nigristriata
Chilodes nigristriata är en fjärilsart som beskrevs av Otto Staudinger 1871. Chilodes nigristriata ingår i släktet Chilodes och familjen nattflyn. Inga underarter finns listade i Catalogue of Life.